# Conchita Cintrónová
Conchita Cintrónová, celým jménem Concepción Cintrón Verrill (9. srpna 1922 Antofagasta – 17. února 2009 Lisabon) byla peruánská toreadorka, jedna z prvních žen provozujících býčí zápasy.
Narodila se v chilské Antofagastě, její otec pocházel z Portorika a matka z Irska. Od tří let žila rodina v Limě, kde Conchita od dětství jezdila na koni a v jedenácti letech se začala u trenéra Ruye da Cámary učit na rejoneadora (jezdec na koni bojující s býkem). Před publikem debutovala v roce 1936, později vystupovala také jako matadorka (bojující s býkem ze země). Zápasila v Mexiku, Portugalsku, Španělsku, Kolumbii, Francii a Spojených státech, její pohybová elegance byla označována jako „duenda“ (termín převzatý z flamenca), dostala přezdívku La Diosa de Oro (Zlatá bohyně). Během kariéry zabila 750 býků. Účinkovala také v mexickém filmu Maravilla del toreo.
V roce 1949 utrpěla při zápase v Guadalajaře těžké zranění, přesto se dokázala vrátit do arény a skolit býka, než upadla do bezvědomí. V tomtéž roce porušila v Jaénu tehdy platný španělský zákon, podle něhož se směly ženy účastnit býčích závodů pouze na koni, byla zatčena, ale po protestech publika propuštěna.
V říjnu 1950 ukončila kariéru, provdala se za portugalského šlechtice Francisca de Castelo Branco, s nímž měla šest dětí. Usadila se na statku nedaleko Lisabonu, zabývala se psaním článků do novin a chovem psů, vydala autobiografii, k níž napsal předmluvu její obdivovatel Orson Welles.